# Especial (película)
Especial (título original: Special) es una película estadounidense de 2006, escrita y dirigida por Hal Haberman y Jeremy Passmore. En el Reino Unido fue estrenada en cines el 17 de noviembre de 2006 y en DVD el 5 de marzo de 2007. En Estados Unidos se estrenó el 21 de noviembre de 2008.

## Trama
Un aficionado al cómic, Les Franken (Michael Rapaport) se inscribe en una prueba clínica de antidepresivos experimentales. El Dr. Dobson (Jack Kehler) le indica que debe tomar un comprimido por día. Les Franken crea un diario de sus experiencias, pero no se siente ningún resultado (esperaba, había entendido, que le daría superpoderes). Su falta de confianza en sí mismo le impide conocer a Maggie (Alexandra Holden), una chica tranquila que trabaja en una tienda de comestibles.
Después de varios días de tomar la píldora diaria, Les experimenta poderes sobrehumanos, comenzando con la capacidad de flotar. En una visita a Dobson, se ve a sí mismo flotando, pero Dobson solo lo ve tirado en el suelo, Dobson no encuentra en Les ningún poder en absoluto. Él explica a Les que está teniendo una reacción psicótica adversa a la droga y le ordena que deje de tomarlo. Les a su vez se convence a sí mismo que tiene telepatía y que Dobson está mentalmente diciéndole que continúe tomando el medicamento.
Al ganar confianza en sí mismo, Les deja su trabajo para convertirse en un justiciero que lucha contra el crimen. Gana la reputación de vengador callejero, después de detener a un hombre armado que intentó robar la tienda de Maggie. Su autoconfianza se está acelerando, cree que su capacidad telepática le revela la intención de los posibles autores de crímenes. Él confía sus nuevos poderes a sus mejores amigos Joey (Josh Peck) y Everett (Robert Baker). Su reacción inicial a su supuesta capacidad para atravesar las paredes es curiosamente ambigua. El espectador solo ve lo que Les cree que está haciendo y no ve la experiencia de sus dos amigos. Les Franken ofrece sus servicios a la policía, pero tiene que huir cuando se le reconoce como el misterioso "luchador contra el crimen".
Después de que Dobson se entera de que Les sigue tomando el medicamento y va cada vez peor, hace una llamada a los dos inversores en el nuevo medicamento psicotrópico, Ted (Ian Bohen) y Jonas (Paul Blackthorne), para hablar de los efectos adversos en Les y que debe de dejar de tomar los medicamentos. Les cree que están allí (Ted y Jonas) para robarle sus poderes (él se enfrenta a una versión alternativa de sí mismo "de un futuro que ya no existe"), por lo que su "yo futuro" apuñala a Jonas en el oído y Les huye con Ted en persecución a pie. Les "teletransporta" detrás de Ted y lo golpea y luego se escapa de nuevo. Solo la forma en que realmente logra este ataque furtivo altamente improbable se deja para el espectador a resolver. Les ve entonces que Everett y Joey creen que "los trajes" son una alucinación como todo lo demás.
Dobson se encuentra con sus amigos y les da un líquido para eliminar el medicamento del cuerpo de Les. Les Franken deja a los tres y encuentra que Jonas y Ted han irrumpido en su apartamento, leen su diario, y hablan de su secuestro por unos días para conseguir que el fármaco sea expulsado del cuerpo de Les.
Dobson confiesa que la reacción de la medicación en Les podría arruinar a la empresa si se corriese la voz. Mientras Dobson explica que él mismo solo estaba tratando de preservar su propia carrera y la vida, Les aprovecha la oportunidad para tragar las pastillas restantes. Después Les va y hace que Ted y Jonas "desaparecan", la pareja ahora invisible venció a Les en una pelea y lo dejan totalmente humillado en el proceso. Con un esfuerzo increíble de fuerza de voluntad, Les da la vuelta y los golpea hasta dejarlos inconscientes. Al darse cuenta de que está perdiendo su mente, él corre a Maggie para obtener ayuda. Ella revela que le gusta él, pero se ha mostrado reacio a hablar con él a causa de un tartamudeo. Les admite que le gustaba ella y le solicita quedarse encerrado en el baño hasta que la droga salga totalmente de su sistema.
Les despierta a la mañana siguiente para encontrar que no puede flotar. Mientras Les está caminando a casa, Jonas le atropella con su coche. Jonas está a punto de dar a Les por muerto cuando, increíblemente, Les consigue ponerse depié, se para definitivamente allí en medio de la calle. Jonas acelera el coche contra Les y lo manda a volar sobre el techo de nuevo, presumiblemente para terminar con él. Esto es demasiado para Ted y él huye de la escena a pie. Pero Les no dejará la lucha. En otra fantástica proeza de fuerza de voluntad, Les se arrastra para arriba sobre sus pies y se enfrenta con el coche de Jonas. Jonas tiene la intención de ejecutar a Les de una vez por todas, pero, ante el espíritu inquebrantable de Les, desaoga completamente su rabia y lo deja estar. Les da la vuelta y se aleja cojeando, con una sonrisa que se extendía por toda su cara magullada.

## Elenco
- Michael Rapaport como Les Franken.
- Paul Blackthorne como Jonas Exiler.
- Josh Peck como Joey.
- Robert Baker como Everett.
- Jack Kehler como Dr. Dobson
- Alexandra Holden como Maggie.
- Ian Bohen como Ted Exiler.
- Christopher Darga como Steve.